# Speldhurst
Speldhurst – wieś w Anglii, w hrabstwie Kent, w dystrykcie Tunbridge Wells. Leży 26 km na południowy zachód od miasta Maidstone i 47 km na południowy wschód od centrum Londynu. Miejscowość liczy 1500 mieszkańców.